# Krzna

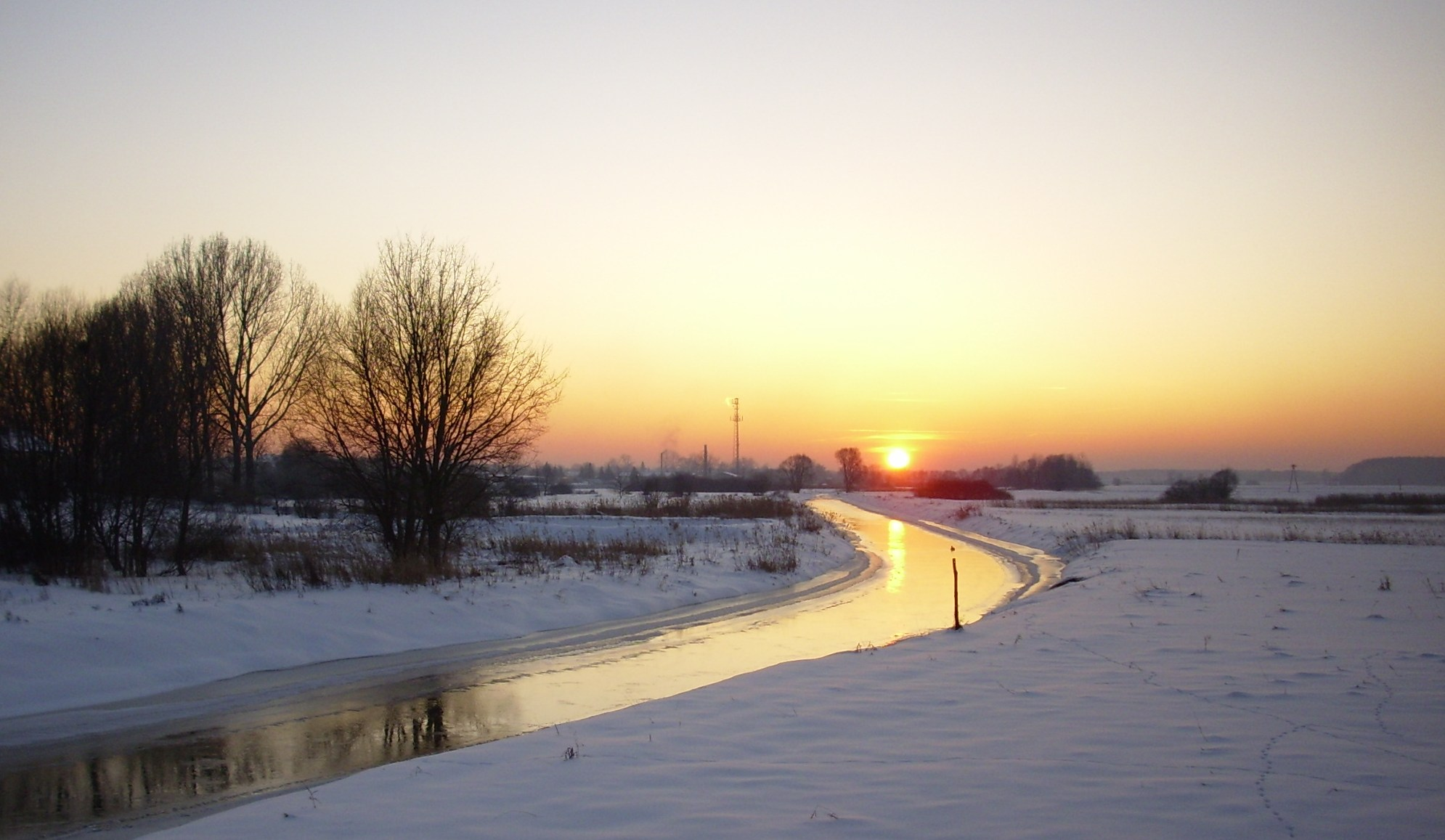
Krzna w Międzyrzecu Podlaskim.

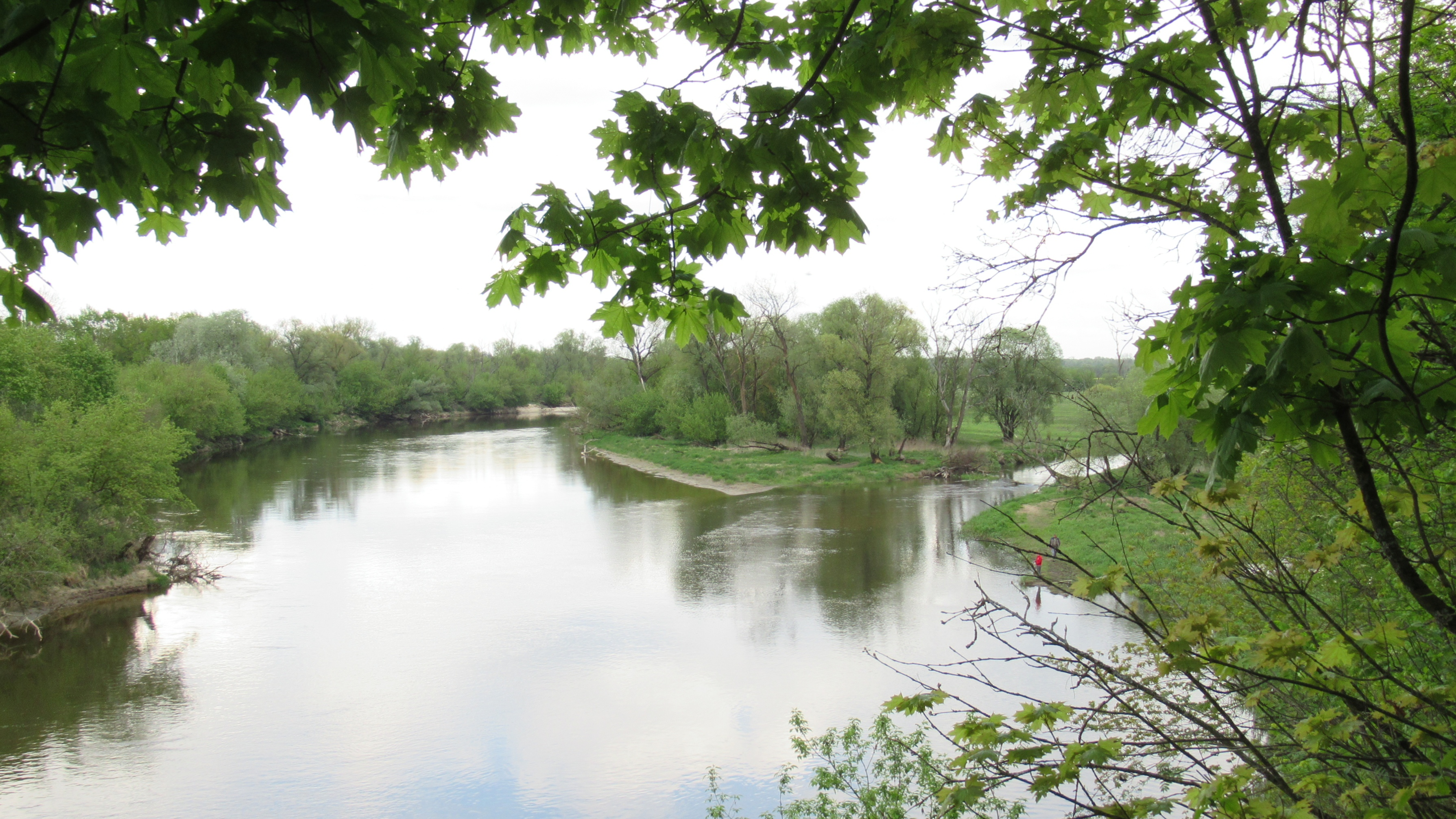
Ujście Krzny do Bugu w Szwajcarii Podlaskiej

Krzna (Trzna) – rzeka we wschodniej Polsce, lewy dopływ Bugu, o długości 120 km i powierzchni dorzecza wynoszącej 3353 km². Bierze początek w środkowej części Niziny Południowopodlaskiej. Od Międzyrzeca Podlaskiego jej dolina wyznacza północną granicę Polesia Zachodniego. Łącznie z Krzną Południową jest jedną z większych rzek regionu Podlasia Południowego, największą w północnej części województwa lubelskiego.
Powstaje z dwóch strumieni wypływających z Lasów Łukowskich: Krzny Północnej i Krzny Południowej, którą przyjmuje się jako początek Krzny. Strumienie te płyną na wschód przez Równinę Łukowską i łączą się w Międzyrzecu Podlaskim. Rzeka uchodzi do Bugu na północny wschód od wsi Neple, na północny zachód od miasta Terespol.
Przed ujściem naturalnie meandrująca, poza tym wyprostowana przez zabiegi hydrotechniczne, które zmieniły jej pierwotny charakter. Stany wód w dolnym biegu silnie uzależnione są od Bugu. Zachowały się liczne starorzecza.
Średni przepływ w pobliżu ujścia wynosi 10,5 m³/s; maksymalna rozpiętość wahań stanu wody w dolnym biegu to 3,3 m.
Niektóre odcinki doliny Krzny oraz jej obszary źródliskowe objęte zostały ochroną rezerwatową, m.in. w Parku Krajobrazowym Podlaski Przełom Bugu, rezerwacie ornitologicznym Czapli Stóg i rezerwacie leśnym Kania (w dolinie Krzny Południowej).
Większe dopływy
- prawe: Dziegciarka[2], Rudka, Zielawa, Czapelka.
- lewe: Złota Krzywula, Klukówka.

Ważniejsze miejscowości nad Krzną
- Łuków (Krzna Południowa)
- Międzyrzec Podlaski
- Biała Podlaska